# 梅欽冰原島峰
72°48′S 64°53′E / 72.800°S 64.883°E
梅欽冰原島峰（英語：Machin Nunatak）是南極洲的冰原島峰，位於麥克羅伯特森地，處於克雷斯韋爾山以東13公里，屬於查爾斯王子山脈的一部分，現時由南極條約體系管理。